# Hooglede
Hooglede é um município belga da província de Flandres Ocidental. O município é constituído pelas vilas de Hooglede e Gits. Em 1 de Janeiro de 2006, o município de Hooglede tinha uma população de 9.831 habitantes, uma superfície total de 37.84 km² a que correspondia uma densidade populacional de 260 habitantes por km².

## Coordenadas geográficas
- Latitude: 50º59' N
- Longitude:3º05'E